# 図形の一覧
図形とは、様々な形を表現したものである。
ここでは図形を次元で分類するが、まず埋め込み可能なユークリッド空間の次元で分類し、次に位相次元で分類する。たとえば、球面は3次元図形で位相次元は2、コッホ曲線は2次元図形で位相次元は1である。最後に、フラクタル図形を別扱いにし、ハウスドルフ次元（フラクタル次元） dimH を併記する。ハウスドルフ次元は、フラクタル図形では位相次元より大きく、それ以外では位相次元に等しい。主な図形は以下の通り。

## 0次元図形

### 位相次元0
0次元の空間は点であり広がりを持たないため、図形は（空集合を別にすれば）点のみしか作れない。

## 1次元図形

### 位相次元０

#### フラクタル
- カントール集合 dimH = log2 / log3 = 0.6309297...

### 位相次元1
- 直線
- 線分
- 半直線

## 2次元図形

### 位相次元1
- 平面角
- 平面曲線
  - 二次曲線
    - 楕円（楕円周）
    - 放物線
    - 双曲線

#### フラクタル
- コッホ曲線 dimH = log4 / log3 = 1.26186...
- カントール集合 dimH = log3 / log2 = 1.5850...
- マンデルブロ集合の周 dimH = 2
- ヒルベルト曲線 dimH = 2

### 位相次元2
- 平面
- 多角形
  - 正多角形
    - 正三角形、正方形、正五角形、･･･

  - 一般の多角形
    - 三角形
      - 二等辺三角形、直角三角形、直角二等辺三角形、･･･

    - 四角形
      - 長方形、菱形、平行四辺形、台形、等脚台形、凧形･･･

    - 五角形
    - 六角形
    - 七角形
    - 八角形
    - 九角形
    - 十角形

  - 星型多角形
    - 星型六角形

  - 星型正多角形
    - 星型五角形
- 楕円
  - 円
- 扇形
- 円環
- ルーローの多角形
  - ルーローの三角形
- 平面充填形
  - ペンローズ・タイル

## 3次元図形

### 位相次元1
- 結び目

#### フラクタル
- メンガーのスポンジ dimH = log20 / log3 = 2.7268...

### 位相次元2
- （3次元ユークリッド空間内の）曲面
  - 二次曲面
  - メビウスの帯

### 位相次元3
- 多面体
  - 正多面体
    - 正四面体、正六面体、正八面体、正十二面体、正二十面体

  - 半正多面体
    - 切頂四面体、切頂六面体、切頂八面体、切頂十二面体、切頂二十面体、立方八面体、二十・十二面体、斜方立方八面体、斜方二十・十二面体、斜方切頂立方八面体、斜方切頂二十・十二面体、変形立方体、変形十二面体

  - 準正多面体
    - 十二・十二面体、大二十・十二面体、小二重三角二十・十二面体、二重三角十二・十二面体、大二重三角二十・十二面体、四面半六面体、八面半八面体、立方半八面体、小二十面半十二面体

  - 星型正多面体
    - 小星型十二面体、大十二面体、大星型十二面体、大二十面体

  - 一様多面体
    - 小立方立方八面体、大立方立方八面体、立方切頂立方八面体、一様大斜方立方八面体、小斜方六面体、大切頂立方八面体、大斜方六面体、小二十・二十・十二面体、小変形二十・二十・十二面体、小十二・二十・十二面体、切頂大十二面体、斜方十二・十二面体、切頂大二十面体、小星型切頂十二面体、大星型切頂十二面体、大二重斜方二十・十二面体、大二重変形二重斜方十二面体

  - アルキメデス双対
    - 三方四面体、三方八面体、四方六面体、三方二十面体、五方十二面体、菱形十二面体、菱形三十面体、凧形二十四面体、凧形六十面体、六方八面体、六方二十面体、五角二十四面体、五角六十面体

  - デルタ多面体
    - デルタ六面体、デルタ十面体、デルタ十二面体、デルタ十四面体、デルタ十六面体

  - ジョンソンの立体
    - 正四角錐、正五角錐、ミラーの立体、球形屋根

  - 星型多面体
    - 星型八面体、六十面体、完全二十面体

  - ゾーン多面体
    - 菱形九十面体

  - 平行多面体
    - 平行六面体、長菱形十二面体

  - 等面菱形多面体
    - 菱形十二面体第2種、菱形二十面体

  - 複合多面体
  - 複合体
  - 穿孔多面体
  - ダ・ヴィンチの星
  - 正四面体リング
  - ねじれ正多面体
    - 四角六片四角孔ねじれ正多面体、六角四片四角孔ねじれ正多面体、六角六片三角孔ねじれ正多面体
- 錐体
  - 円錐
  - 角錐
    - 三角錐、四角錐、五角錐
- 双錐体
  - 双円錐
  - 双角錐
    - 双三角錐、双四角錐、双五角錐

  - ねじれ双角錐
    - ねじれ双三角錐、ねじれ双五角錐
- 錐台
  - 円錐台
  - 角錐台
- 柱体
  - 円柱
  - 角柱
  - 反角柱
- 楕円体
  - 球
- （3次元ユークリッド）空間充填形
- ルーローの多面体
  - ルーローの四面体

## 4次元図形

### 位相次元2
- 可展トーラス
- クラインの壺

### 位相次元3
- （4次元）超球面

### 位相次元4
- （4次元）多胞体
  - （4次元）正多胞体
    - 正五胞体、正八胞体（四次元超立方体）、正十六胞体、正二十四胞体、正百二十胞体、正六百胞体

  - 4次元半正多胞体
    - 切頂五胞体、切頂八胞体、切頂十六胞体、切頂二十四胞体、切頂百二十胞体、切頂六百胞体

  - （4次元）星型正多胞体
  - （4次元）一様多胞体
  - （4次元）双対多胞体
- （4次元）超錐体
  - 多面錐
  - 球錐
- （4次元）超柱体
  - 多面柱
  - 二重角柱
  - 球柱
- （4次元）超球

## 一般次元図形
- 多胞体
  - 正多胞体
    - φ正単体、正軸体、超立方体
- 超球
- 超球面